# Castillo Chmémis
El Castillo Chmémis (en árabe: قلعة شميميس Qalaat Chmémiss) está situado a 5 km al noroeste de la ciudad de Salamíe en Siria, en una parte aislada en la montaña de la cordillera de al-Ola. La primera construcción se remonta a los príncipes de la familia Chmémisgram que gobernaron la ciudad de Homs en el período romano tardío y helenístico temprano. Esta fortaleza ha sobrevivido hasta los persas habían destruido y quemado como todas las fortificaciones en el Oriente Medio que tomaron. El castillo fue reconstruido por el Shirkuh ayyubí. La fecha de esta reconstrucción fue establecido por Abu Fida en 626 e (1228), mientras que Muhammad Ali kurdo en su libro "al-Sham Planes" solucionado el 627o (1229). Pero de acuerdo en que la nueva construcción se lleva a cabo por la Cherkouh ayyubí, líder de Homs.
Este castillo fue construido sobre una capa de basalto que cubre una parte superior cónica de la montaña. Esta cumbre está rodeada por una profundidad de foso 15 m, y proporciona un pozo muy profundo para satisfacer las necesidades de la torre de agua, pozos y uno para los suministros. Las paredes de los pozos de este último se cubre con una capa de cal y lodo. El castillo albergaba el palacio real, así como bases para los soldados de la vivienda. La importancia de château es debido a su ubicación que permite observar un área circular de más de 50 km de diámetro.